# Entelodontidae
Entelodontidae är en utdöd familj av gigantiska grisliknande varelser som levde i Nordamerika och Eurasien för cirka 38 till 19 miljoner år sedan.

## Kännetecken
Dessa djur hade en full uppsättning med tänder bestående av stora hörntänder och malande kindtänder och var därmed troligtvis allätare. Tanduppsättningen liknade mera djurgrupper som Condylarthra, Mesonychia och Arctocyonidae än andra partåiga hovdjur. Det vetenskapliga namnet (grekiska: enteles = fullständig; odontos = tand) syftar på tanduppsättningen. Tandformeln var I 3/3 C 1/1 P 4/4 M 3/3.
Huvudet hos släktena Entelodon och Archaeotherium kunde bli upp till en meter i längd hos fullvuxna exemplar. Bröstkotorna hade långa taggutskott. Halsen var kort och robust, svansen var jämförelsevis kort. Extremiteterna var ganska långa och kroppens vikt vilade på den tredje och fjärde tån. Okbenet var utformat som en stor knöl som syntes under individens öga. Även underkäken hade minst ett par benutskott.
För ett fossil som undersöktes av M. Mendoza, C. M. Janis och P. Palmqvist uppskattades hela kroppsvikten med cirka 420 kg.

## Systematik

### Inre systematik
Under de senaste 160 åren har det beskrivits 23 släkten med tillsammans 56 arter i familjen. För närvarande betraktas bara 7 släkten som giltiga:
- Eoentelodon, senare eocen, Kina
- Entelodon, tidig oligocen, Eurasien
- Brachyhyops, eocen, New Mexico
- Cypretherium, oligocen, Saskatchewan
- Archaeotherium, tidig oligocen, Nordamerika
- Daeodon, oligocen till tidig miocen, Nordamerika
- Paraentelodon, senare oligocen, Eurasien